# Ray Stewart
Raymond ("Ray") Douglas Stewart (ur. 18 marca 1965 w Kingston) – jamajski lekkoatleta, specjalizujący się w biegach sprinterskich. 
W 1984 roku na igrzyskach olimpijskich w Los Angeles zdobył srebrny medal w sztafecie 4 4 × 100 metrów. Trzy lata później na mistrzostwach świata w Rzymie zdobył srebro w biegu na 100 metrów i brąz w sztafecie 4 × 100 metrów. Łącznie czterokrotnie wystąpił na igrzyskach olimpijskich – poza olimpijskim debiutem w Los Angeles wystąpił też na igrzyskach w Seulu, Barcelonie i Atlancie, ale nie wywalczył tu żadnego medalu.

## Rekordy życiowe
- bieg na 100 metrów – 9,96 (1991)
- bieg na 50 metrów (hala) – 5,65 (1997 & 1999)
- bieg na 60 metrów (hala) – 6,52 (1997)